# Blah Blah Blah
Blah Blah Blah (Бла Бла Бла) — седьмой сольный альбом рок-музыканта Игги Попа, был издан на лейбле A&M Records в 1986 году, и по сей день он остается самым коммерчески успешным альбомом музыканта. «Blah Blah Blah» появился после четырёхлетнего перерыва в творчестве Игги Попа. Альбом был записан в сотрудничестве с Дэвидом Боуи, который был его главным помощником в процессе работы. После выхода пластинки последовал успешный концертный тур.

## Производство
В альбом вошла кавер-версия произведения Джонни О’Кифа «Wild One» (под названием «Real Wild Child (Wild One)» и три оригинальные песни написанные совместно с бывшим гитаристом Sex Pistols Стивом Джонсом. Оставшиеся композиции были написаны в сотрудничестве с Дэвидом Боуи, который продюсировал этот альбом с Дэвидом Ричардсом. Боуи, в отличие от его предыдущих работ с Игги Попом, The Idiot и Lust for Life (оба вышли в 1977 году), не пел и не играл на каком-либо инструменте. Биограф Боуи, Дэвид Бакли отметил, что Игги Поп «практически отрекся» от альбома, назвав его «альбомом Боуи во всем, кроме названия». Никогда не афишировалось, что композиции для альбома были написаны во время сессий для пластинки «Tonight» (1984) Дэвида Боуи, (сопродюсер альбома Хью Пэдхам, вспоминал, что Боуи и Поп сотрудничали на некоторых песнях, которые Боуи в конечном счете отклонил для включения в «Tonight»).

## Издание и отзывы
All Music Guide описал его, как «самый расчётливо-коммерческий альбом в карьере Игги», «Blah Blah Blah» достиг золотого статуса в Канаде (более чем 500 000 проданных экземпляров) и вошёл в десятку по продажам во многих европейских странах. В США он достиг 75-го места в хит-параде альбомов Billboard. Современный обзор журнала Rolling Stone сетовал на «ворчащую однородность, на первой стороне пластинки», но продолжал, что «даже с большой фамильярностью „Blah-Blah-Blah“, такой духовно возмущающий и эмоционально направленный, что это позволяет ему быть популярным и в наши дни».

## Синглы
«Real Wild Child (Wild One)», достиг #27 в хит-параде Billboard’s Mainstream Rock, и стал первой песней Игги, которая попала в первую десятку хитов Великобритании. Песня вошла в саундтрек к фильму «Красотка» (1990) и стала музыкальной темой в программе Rage на австралийском телевидении, начиная с 1987 года. Другими синглами с альбома стали: «Cry for Love», «Isolation» и «Shades», для них также были сняты видеоклипы. Сингл «Cry for Love», журнал Rolling Stone описал как «потрясающая смесь классического бешенства Игги, кабаре Боуи и неожиданной романтической уязвимости», он достиг #19 в хит-параде Billboard’s Hot Dance Music и #34 в хит-параде Mainstream Rock.

## Список композиций
Слова и музыка всех песен — написаны Игги Попом и Дэвидом Боуи, за исключением отмеченных.
| №  | Название                     | Автор(ы)                                | Длительность |
| -- | ---------------------------- | --------------------------------------- | ------------ |
| 1. | «Real Wild Child (Wild One)» | Джонни О’Киф, Джонни Гринан, Дэйв Оуэнс | 3:37         |
| 2. | «Baby, It Can’t Fall»        |                                         | 4:13         |
| 3. | «Shades»                     |                                         | 5:17         |
| 4. | «Fire Girl»                  | Игги Поп, Стив Джонс                    | 3:31         |
| 5. | «Isolation»                  |                                         | 4:33         |

| №  | Название           | Автор(ы)             | Длительность |
| -- | ------------------ | -------------------- | ------------ |
| 1. | «Cry for Love»     | Игги Поп, Стив Джонс | 4:29         |
| 2. | «Blah-Blah-Blah»   |                      | 4:33         |
| 3. | «Hideaway»         |                      | 5:01         |
| 4. | «Winners & Losers» | Игги Поп, Стив Джонс | 6:20         |

| №  | Название              | Длительность |
| -- | --------------------- | ------------ |
| 1. | «Little Miss Emperor» | 3:51         |

## Участники записи
Приведены по сведениям базы данных Discogs

| Музыканты: - Игги Поп — вокал - Кевин Армстронг — гитара, бэк-вокал - Эрдал Кызылчай — синтезатор, бас-гитара, ударные, струнные инструменты, бэк-вокал - Стив Джонс — соло-гитара на «Cry for Love» | Технический персонал: - Дэвид Боуи — музыкальный продюсер, инженер сведе́ния - Дэвид Ричардс — музыкальный продюсер, звукоинженер, инженер сведе́ния - Джастин Кейс — оператор звукозаписи - Ник Иган — арт-директор, дизайнер - Майкл Халсбанд — фотограф |

## Позиции в хит-парадах и коммерческие показатели
| Год       | Чарт                             | Высшая позиция | Пребывание |
| --------- | -------------------------------- | -------------- | ---------- |
| 1986—1987 | Австралия (Kent Music Report)    | 34             | нет данных |
| 1986—1987 | Великобритания (UK Albums Chart) | 43             | 7 недель   |
| 1986—1987 | Канада (RPM Albums Chart)        | 61             | 28 недель  |
| 1986—1987 | Нидерланды (Album Top 100)       | 52             | 3 недели   |
| 1986—1987 | Новая Зеландия (RMNZ)            | 19             | 11 недель  |
| 1986—1987 | США (Billboard 200)              | 75             | 27 недель  |
| 1986—1987 | ФРГ (Offizielle Top 100)         | 51             | 1 неделя   |
| 1986—1987 | Швейцария (Schweizer Hitparade)  | 17             | 5 недель   |
| 1986—1987 | Швеция (Sverigetopplistan)       | 3              | 8 недель   |

| Регион                                                      | Сертификация | Продажи |
| ----------------------------------------------------------- | ------------ | ------- |
| Канада (Music Canada)                                       | Золотой      | 50 000^ |
| ^ Данные о тиражах приведены только на основе сертификации. |              |         |